# Edith Thauer
Edith Thauer (* 1934) ist eine deutsche Pianistin und Musikprofessorin.
Thauer war Meisterschülerin bei Géza Anda. Ihre Hochschullaufbahn begann sie als Lehrbeauftragte für Klavier, Didaktik und Methodik an der Hochschule für Musik Würzburg, wo sie später als Professorin berufen wurde. Sie war Duopartnerin von Enikö Török und lebte unter anderem in Waldenburg, Leinach und Badenweiler.